# Architettura e arti decorative
Architettura e arti decorative è stata una rivista di critica d'arte figurativa e di storia, pubblicata dalla casa editrice Bestetti & Tumminelli, e diretta da Marcello Piacentini e da Gustavo Giovannoni.
La rivista è pubblicata in due edizioni, una con cadenza mensile e una bimestrale. Inizia le pubblicazioni nel 1921. Nel 1927 diviene l'organo ufficiale del Sindacato nazionale architetti con il direttore Alberto Calza Bini. A partire dal gennaio 1932 la rivista muta e viene pubblicata dai Fratelli Treves, prendendo il semplice nome Architettura.